# Chief of the Air Staff
Le Chief of the Air Staff (Chef d'État-Major aérien) ou CAS est le titre du commandant général de la Royal Air Force. Il est membre du  Chiefs of Staff Committee (comité des chefs d'État-major) et de l'Air Force Board (conseil d'administration des forces aériennes).
L'actuel Chief of the Air Staff est l'Air chief marshal Michael Wigston.

## Liste des chefs d'État-Major aérien
- 1918 : Hugh Trenchard
- 1918-1919 : Frederick Sykes
- 1919-1930 : Hugh Trenchard
- 1930-1933 : John Salmond
- 1933 : Geoffrey Salmond
- 1933 : John Salmond (intérim)
- 1933-1937 : Edward Ellington
- 1937-1940 : Cyril Newall
- 1940-1946 : Charles Portal
- 1946-1950 : Arthur Tedder
- 1950-1953 : John Slessor
- 1953-1956 : William Dickson
- 1956-1960 : Dermot Boyle
- 1960-1963 : Thomas Pike
- 1963-1967 : Charles Elworthy
- 1967-1971 : John Grandy
- 1971-1974 : Denis Spotswood
- 1974-1976 : Andrew Humphrey
- 1976-1977 : Neil Cameron
- 1977-1982 : Michael Beetham
- 1982-1985 : Keith Williamson
- 1985-1988 : David Craig
- 1988-1992 : Peter Harding
- 1992-1997 : Michael Graydon
- 1997-2000 : Richard Johns
- 2000-2003 : Peter Squire
- 2003-2006 : Jock Stirrup
- 2006-2009 : Glenn Torpy
- 2009-2013 : Stephen Dalton
- 2013-2016 : Andrew Pulford
- 2016-2019 : Stephen Hillier
- Depuis 2019 : Michael Wigston